# 六原駅
六原駅（ろくはらえき）は、岩手県胆沢郡金ケ崎町三ケ尻丹蔵堰（みかじりたんぞうぜき）にある、東日本旅客鉄道（JR東日本）・日本貨物鉄道（JR貨物）東北本線の駅である。

## 歴史
- 1922年（大正11年）5月20日：三ケ尻信号場（みかじりしんごうじょう）として開設[2][3]。
- 1937年（昭和12年）2月1日：駅に昇格し、六原駅が開業[2][3]。旅客営業のみ[3]。
- 1965年（昭和40年）6月1日：白河パルプ工業（のちに三菱製紙から北上ハイテクペーパーに分社、2023年〈令和5年〉より再び三菱製紙）北上工場への専用線が竣工。貨物の取扱いを開始[3]。専用線設置にあたり支障となるため駅本屋を改築[4]。
- 1984年（昭和59年）2月1日：荷物の取り扱いを廃止[3]。
- 1987年（昭和62年）4月1日：国鉄分割民営化により、東日本旅客鉄道（JR東日本）・日本貨物鉄道（JR貨物）の駅となる[3]。
- 1988年（昭和63年）8月22日：コンテナ貨物の取り扱いを開始[3]。
- 1990年（平成2年）11月23日：時限発火装置による放火事件が発生し、保線管理室が全焼[新聞 2][新聞 3]。
- 1999年（平成11年）7月：業務委託化。
- 2012年（平成24年）3月17日：定期貨物列車の停車設定が廃止。六原オフレールステーションが開設され、コンテナ輸送がトラック代行化される[注 1]。
- 2014年（平成26年）10月1日：出札窓口を廃止[新聞 4]。改札業務のみ行う。
- 2019年（平成31年・令和元年）
  - 3月16日：終日無人化[新聞 1]。
  - 9月：簡易自動券売機を廃止し、乗車駅証明書発行機に置き換え。
- 2024年（令和6年）
  - 10月1日：えきねっとQチケのサービスを開始[1][報道 1]。
  - 12月12日：駅舎内に喫茶・雑貨店舗「キチ商店」がオープン[報道 2][新聞 5]。

## 駅構造
駅舎側から、下り本線（1番線）用の単式ホーム1面1線と、上り本線（3番線）と中線（2番線、予備ホーム）用の島式ホーム1面2線、合計2面3線のホームを持つ地上駅である。構内は金ケ崎町と北上市にまたがる（駅舎は金ケ崎町内）。
単式ホームは駅舎に面しておらず、駅舎と両ホームは跨線橋で連絡している。これは「貨物取扱・専用線」の項で触れる三菱製紙北上工場の旧専用線が駅舎と単式ホームの間を通っているためである。
北上駅管理の無人駅で、乗車駅証明書発行機が設置されている。2019年（平成31年）3月16日ダイヤ改正までは業務委託駅（JR東日本東北総合サービス委託）であった。
なお、2024年（令和6年）4月より、JR東日本盛岡支社によって、当駅の駅舎を物販や軽飲食を主体とする店舗として利活用することに向けて準備工事が実施されている。工事期間中に、当駅の駅舎内にあった駅事務室部分がJR東日本盛岡支社より地域事業者へ譲渡され、待合室の美化、屋根の防水、店舗スペースの整備などといった工事が実施され、2024年（令和6年）12月12日に喫茶・雑貨店舗「キチ商店」が開業した。
駅構内（島式ホーム南端部近く）には、岩手県内の東北本線で唯一の第4種踏切「花沢踏切」がある。上下本線と中線、中線から分岐する保守車両留置線の計4線に、使用していない旧専用線の2線も加えると計6線を横断する。2つのホームの幅の分も加わるため横断距離は40メートル以上になる。

### のりば
| 番線 | 路線           | 方向           | 行先             |
| ---- | -------------- | -------------- | ---------------- |
| 1    | ■東北本線      | 下り           | 北上・盛岡方面   |
| 2    | （予備ホーム） | （予備ホーム） | （予備ホーム）   |
| 3    | ■東北本線      | 上り           | 水沢・一ノ関方面 |

※2番線は2014年（平成26年）1月時点で、定期旅客列車の使用はない。

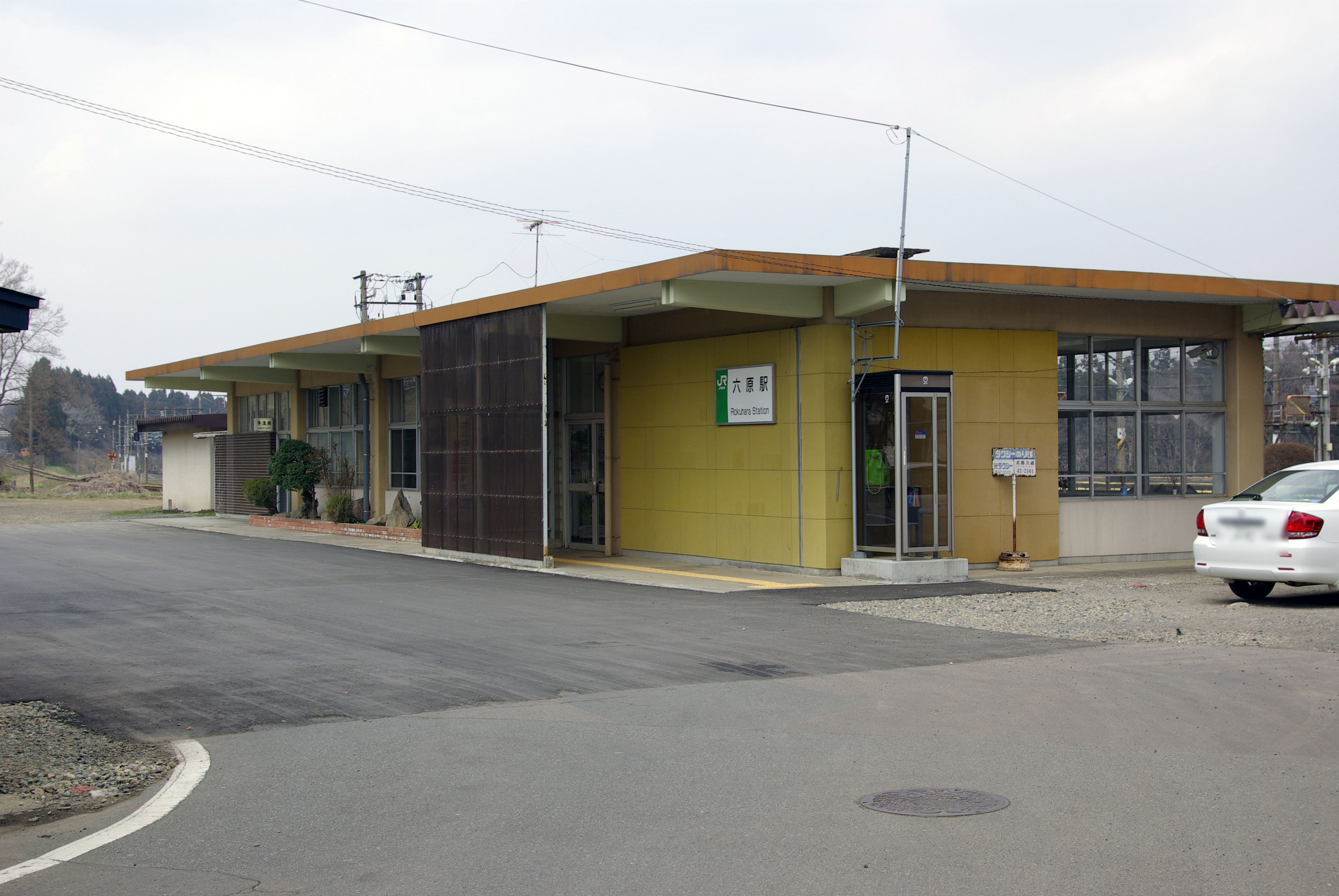
塗り直し前の駅舎（2009年4月）
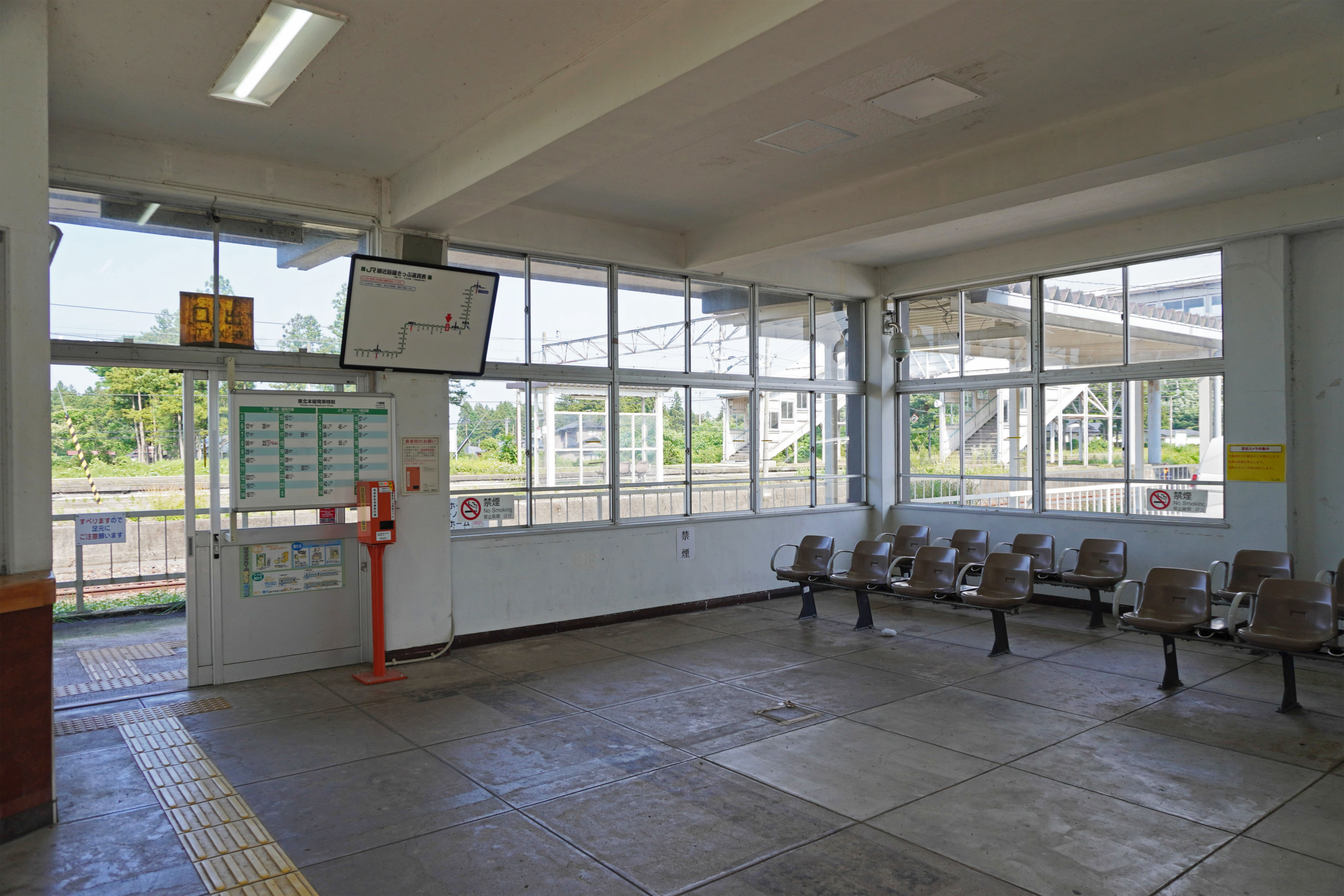
待合室（2023年6月）
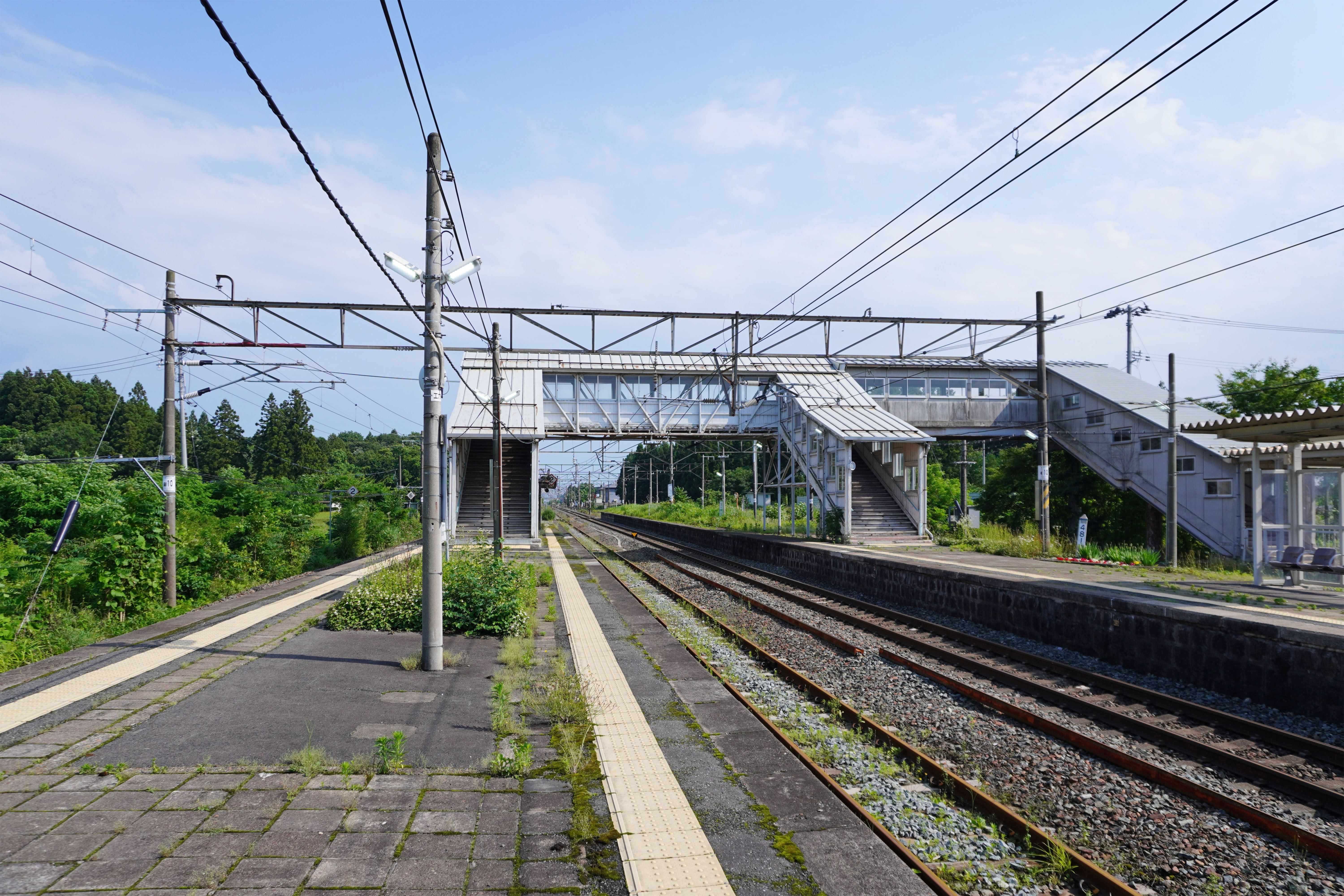
ホーム（2023年6月）
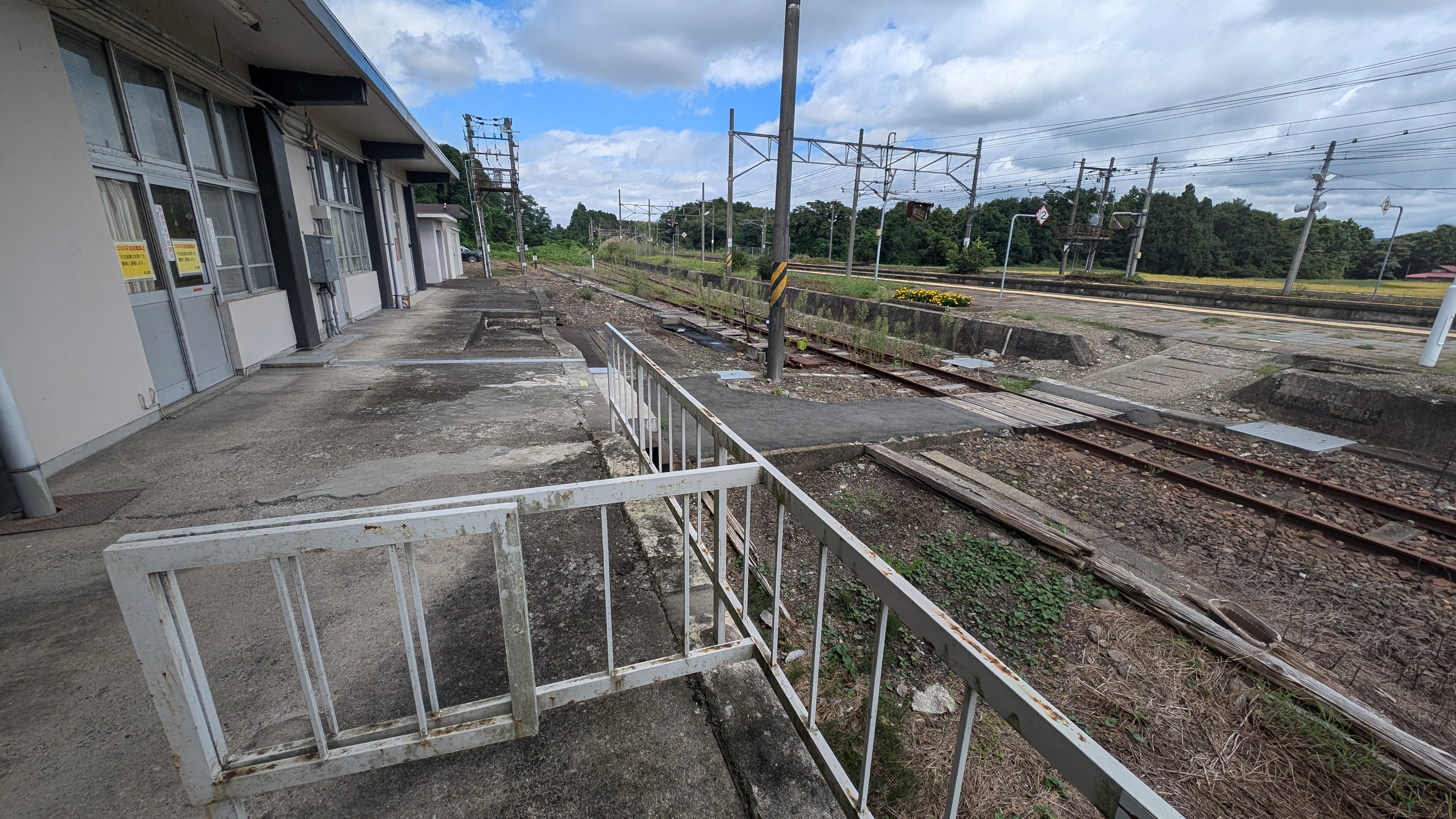
駅舎と1番線ホームを結ぶ、旧専用線を横断する通路（2024年9月）
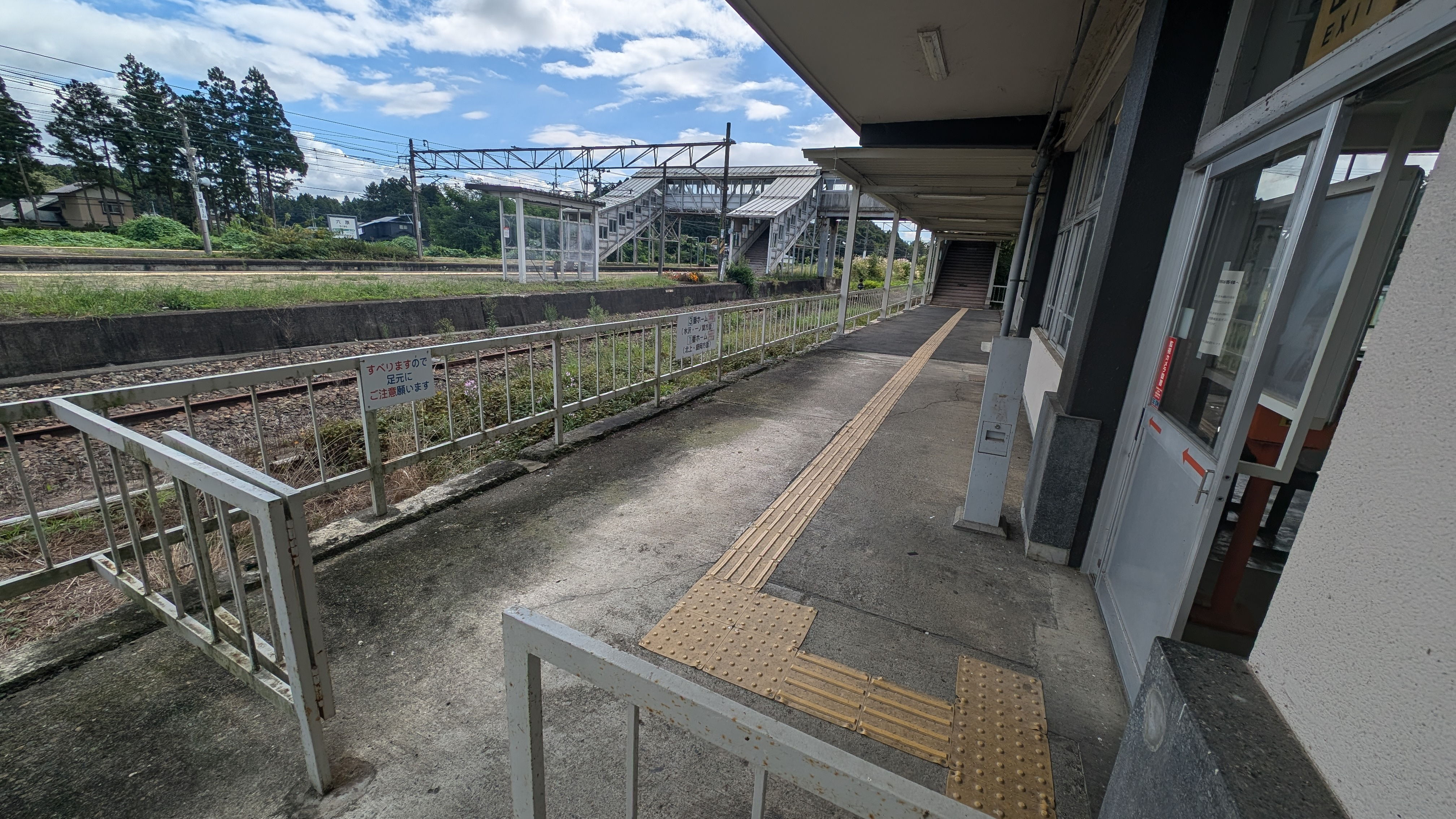
駅舎改札周辺と跨線橋の位置関係（2024年9月）

## 貨物取扱・専用線
JR貨物の駅は、専用線発着のコンテナ貨物・専用線発着の車扱貨物の取り扱い駅となっている。
本線西側に沿って北上、旧北上ハイテクペーパー（現・三菱製紙北上工場）へ至る全長0.8キロメートルの専用線がある。この専用線は、紙製品の発送や、酒田港駅から輸送された液体塩素の搬入などで使用されている。工場の前を通る国道4号からは専用線の末端部分や車止めを見ることができた。
貨物列車は、2012年（平成24年）のダイヤ改正まで、陸前山王駅発八戸貨物駅行きの臨時専用貨物列車が停車し、貨車の解放・連結を行っていた。解結を実施する列車は下り1本だけのため当駅を出発し仙台方面へ向かう貨車は一旦盛岡貨物ターミナル駅へ向かい、同駅で上り列車に継走されていた。
2012年（平成24年）3月のダイヤ改正で貨物列車の停車が無くなり、六原オフレールステーション（略称、六原ORS）が開設された。2014年（平成26年）現在は水沢駅との間で2往復のトラック便が運行されている。

## 利用状況
JR東日本によると、2000年度（平成12年度） - 2017年度（平成29年度）の1日平均乗車人員の推移は以下のとおりであった。
| 1日平均乗車人員推移 | 1日平均乗車人員推移 | 1日平均乗車人員推移 | 1日平均乗車人員推移 | 1日平均乗車人員推移 |
| 年度                | 定期外              | 定期                | 合計                | 出典                |
| ------------------- | ------------------- | ------------------- | ------------------- | ------------------- |
| 2000年（平成12年）  |                     |                     | 241                 | [ 利用客数 1 ]      |
| 2001年（平成13年）  |                     |                     | 246                 | [ 利用客数 2 ]      |
| 2002年（平成14年）  |                     |                     | 227                 | [ 利用客数 3 ]      |
| 2003年（平成15年）  |                     |                     | 230                 | [ 利用客数 4 ]      |
| 2004年（平成16年）  |                     |                     | 228                 | [ 利用客数 5 ]      |
| 2005年（平成17年）  |                     |                     | 231                 | [ 利用客数 6 ]      |
| 2006年（平成18年）  |                     |                     | 217                 | [ 利用客数 7 ]      |
| 2007年（平成19年）  |                     |                     | 205                 | [ 利用客数 8 ]      |
| 2008年（平成20年）  |                     |                     | 206                 | [ 利用客数 9 ]      |
| 2009年（平成21年）  |                     |                     | 217                 | [ 利用客数 10 ]     |
| 2010年（平成22年）  |                     |                     | 206                 | [ 利用客数 11 ]     |
| 2011年（平成23年）  |                     |                     | 222                 | [ 利用客数 12 ]     |
| 2012年（平成24年）  | 64                  | 158                 | 222                 | [ 利用客数 13 ]     |
| 2013年（平成25年）  | 63                  | 161                 | 225                 | [ 利用客数 14 ]     |
| 2014年（平成26年）  | 62                  | 153                 | 216                 | [ 利用客数 15 ]     |
| 2015年（平成27年）  | 58                  | 165                 | 224                 | [ 利用客数 16 ]     |
| 2016年（平成28年）  | 60                  | 171                 | 232                 | [ 利用客数 17 ]     |
| 2017年（平成29年）  | 56                  | 176                 | 233                 | [ 利用客数 18 ]     |

## 駅周辺
- 国道4号
- イオンスーパーセンター金ヶ崎店
- 県南運転免許センター
- 三菱製紙北上工場（旧・北上ハイテクペーパー）
- 北上川
- 東北自動車道 北上金ヶ崎インターチェンジ
- 六原駅前郵便局

## 隣の駅
東日本旅客鉄道（JR東日本）
■東北本線
金ケ崎駅 - 六原駅 - 北上駅

### 記事本文